# Vendeuvre-sur-Barse
Vendeuvre-sur-Barse è un comune francese di 2 469 abitanti situato nel dipartimento dell'Aube nella regione del Grand Est.

## Società

### Evoluzione demografica
Abitanti censiti